# Gradnitz (Gemeinde Zwettl-Niederösterreich)
Gradnitz ist eine Ortschaft im Waldviertel in Niederösterreich und eine  Ortschaft und Katastralgemeinde der Stadtgemeinde Zwettl-Niederösterreich im Bezirk Zwettl.

## Geografie
Gradnitz liegt in einer Entfernung von etwa fünf Kilometern Luftlinie nordwestlich des Stadtzentrums von Zwettl. Am 1. Jänner 2024 hatte der Ort 116 Einwohner auf einer Fläche von 3,69 km².
Der Ort ist durch Postbusse mit dem österreichischen Überlandbusnetz verbunden.
Nachbarorte, -ortschaften und -katastralgemeinden
| Unterrabenthan   |                                             | Großhaslau           |
| Oberstrahlbach   | Kompassrose, die auf Nachbargemeinden zeigt | Gerotten             |
| Niederstrahlbach | Zwettl Stadt                                | Zwettl Stift Oberhof |

## Geschichte
Gradnitz wurde 1139 mit der Bezeichnung Gradenze in der Gründungsurkunde des Klosters Zwettl zum ersten Mal urkundlich erwähnt. Der Name wird von dem slawischen Wort grad (deutsch: Burg) abgeleitet und bezeichnet somit die Gegend um eine Burg.
Als nach der Revolution von 1848/49 im Kaisertum Österreich das feudale Gesellschaftssystem aufgehoben wurde, bildeten sich allerorts selbständige Gemeinden. Ein nicht verwirklichter Entwurf für das Waldviertel sah vor, dass Gradnitz zur Ortsgemeinde Zwettl gehören sollte. Auf Wunsch der Bevölkerung wurde jedoch zugelassen, dass sich Gradnitz 1850 als selbständige Ortsgemeinde konstituieren konnte.
Laut Adressbuch von Österreich waren im Jahr 1938 in der Ortsgemeinde Gradnitz ein Gastwirt, ein Gemischtwarenhändler und mehrere Landwirte ansässig.
Im Zuge der freiwilligen Gemeindezusammenlegungen nach 1968 schloss sich Gradnitz im Jahre 1970 der neu gebildeten Stadtgemeinde Zwettl an.

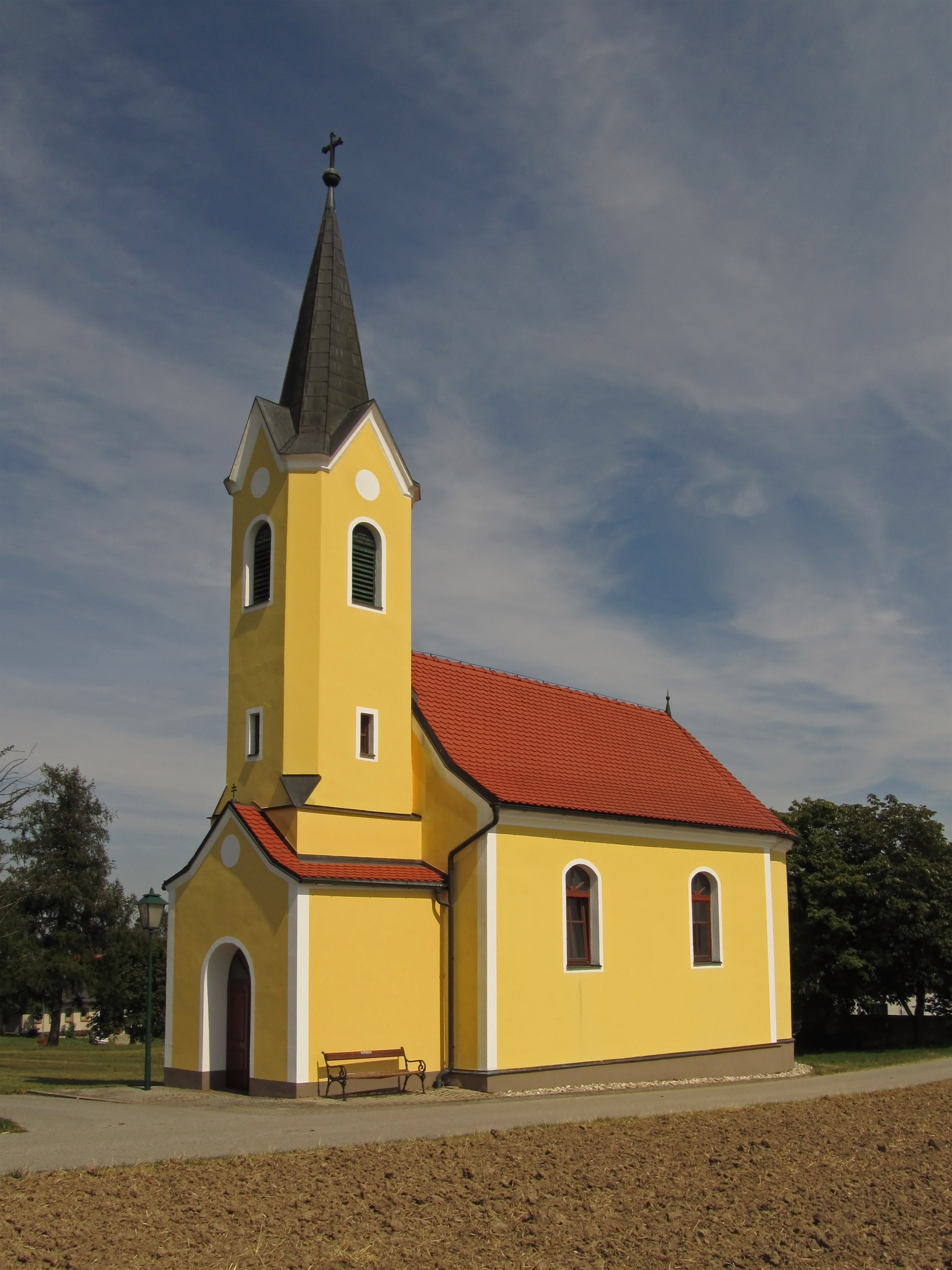
Ortskapelle Gradnitz,